# Indykan (glikozyd)
Indykan (β-D-glikozyd 3-indoksylu) – organiczny związek chemiczny z grupy glikozydów, naturalnie występujący w liściach roślin rodzaju Indigofera oraz w moczu i osoczu ssaków jako naturalny metabolit tryptofanu.
Podwyższony poziom indykanu, zarówno w formie glikozydu indoksylu, jak i estru siarczanowego, występuje w chorobie Hartnupów jako efekt bakteryjnego rozkładu niewchłoniętego tryptofanu. Zwiększonym stężeniem indykanu w moczu charakteryzuje się również zespół niebieskich pieluszek polegający na utlenianiu tego związku przy zetknięciu z powietrzem, co prowadzi do zmiany zabarwienia moczu na kolor niebieski.
Do wykrywania indykanu najczęściej stosuje się próbę Obermayera.

## Zastosowanie
Indykan występujący w roślinach poddaje się enzymatycznej lub chemicznej hydrolizie do indoksylu, który spontanicznie utlenia się do indyga. Związek ten był w przeszłości jednym z najważniejszych barwników. Był stosowany m.in. do farbowania dżinsu.